# С (паровоз)
С (конструкции Сормовского завода; прозвища — Го́нчая Малахо́вского, Ру́сский Пре́ри) — первый российский пассажирский паровоз типа 1-3-1. Спроектирован для вождения курьерских пассажирских поездов небольшого состава. Выпускался с 1910 по 1919 год (в массовом производстве с 1912 года) на ряде российских паровозостроительных заводов. Всего за период производства было выпущено 678 паровозов серии С. .
Один из лучших и наиболее экономичных пассажирских локомотивов Российской империи. При скорости более 60 км/ч, машина паровоза серии С могла работать с малым наполнением, требуя малого расхода пара, что делало паровоз очень выгодным по расходу топлива. Послужил основой для создания однотипных паровозов серий Св и Су — первого паровоза построенного по советскому проекту и самого массового «нормального» пассажирского паровоза на сети дорог СССР. По мере насыщения пассажирского паровозного парка паровозами серии Су, паровозы серии С переводились в пригородное движение, где массово эксплуатировались вплоть до середины 1960-х годов; последний паровоз данной серии списан в 1972 году.

## История создания
В начале XX века, несмотря на бурные темпы железнодорожного строительства в конце XIX века и возрастающую роль железнодорожных перевозок, в технологическом и организационном плане русские железные дороги были достаточно отсталыми. На большинстве линий объёмы пассажирских перевозок не превышали двух—трёх пар составов в сутки, а средний вес пассажирского состава из пяти-семи вагонов колебался в пределах 200—300 тонн. Маршрутная скорость как пассажирских, так и товарных составов в большинстве случаев не превышала 25 км/ч, а расписание движения подразумевало весьма длительные стоянки. При этом в период с 1893 по 1913 годы объёмы пассажирских перевозок демонстрировали устойчивый рост и в итоге возросли почти в 4 раза. Тогда же в России, раньше, чем в других странах, появились спальные вагоны, приспособленные для многодневного проживания пассажиров. Налицо была потребность в увеличении веса пассажирских составов до 500 тонн и более.
Вместе с тем, меры по решению вышеперечисленных проблем предпринимались весьма неспешно. Некоторые исследователи истории техники полагают, что причиной тому являлся основной «упор» русской инженерной мысли на совершенствование системы грузовых (товарных) железнодорожных перевозок. Проблемы же пассажирских перевозок рассматривались в последнюю очередь. Уже к 1870-м годам отсутствие у российских железных дорог пассажирских локомотивов, полностью отвечавших всем современным потребностям, главным образом — силе тяги, стало очевидным. Из ситуации выходили, сцепляя два паровоза, однако такая схема обладала значительными коммерческими и техническими недостатками. «Двойная тяга», причём паровозами разных типов — пассажирским и товарным, была в числе причин крушения императорского поезда 17 (29) октября 1888 года.
К 1900 году паровозный парк Российских железных дорог насчитывал около 2500 локомотивов, основу которых составляли паровозы с осевыми формулами 1-2-0 и 2-2-0. Наиболее многочисленный тип 2—2—0 был представлен, к примеру, паровозами, обозначавшимися литерой Д, а также серии П. Эти локомотивы, развивавшие с 300-тонным составом на горизонтальном пути скорость до 70 и до 90 км/ч соответственно, вполне соответствовали запросам большинства линий в конце XIX века, однако для наиболее оживлённых дорог, таких, как Северо-Западная и Николаевская, были уже недостаточно мощными. Эти две дороги вообще сильно отличались от остальных как объёмами перевозок, так и качеством железнодорожного полотна, технической оснащённостью и пунктуальностью графика перевозок.

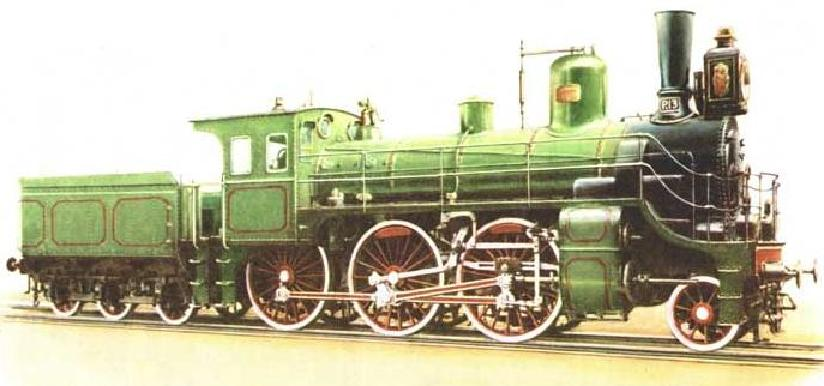
Паровоз серии Н.

В 1890 году Министерство путей сообщения заказало Александровскому заводу в Петербурге, являвшемуся тогда главными мастерскими Николаевской железной дороги, разработку нового локомотива, способного развивать скорость до 80 км/ч с 400-тонным составом (такой вес имел, в частности, императорский поезд). Итогом последовавшей полуторалетней работы стал паровоз серии Н, автором проекта которого являлся известный инженер профессор Н. Л. Щукин. В качестве колёсной формулы нового локомотива он избрал тип 1-3-0 (так называемый «Могул»), в то время для пассажирских паровозов в принципе нехарактерный. Кроме того, паровоз получил двухцилиндровую паровую машину системы «компаунд», а методом дополнительных усовершенствований конструкционную скорость локомотива удалось довести до достаточно больших для того времени 110 км/ч. Паровозы этой серии стали одними из самых многочисленных на дорогах Российской империи — в период с 1892 по 1914 годы их выпускали почти все паровозостроительные заводы страны, а общий их выпуск перевалил за 1000 шт. В 1893 году со стапелей Невского завода сошёл ещё один паровоз типа 1-3-0, получивший наименование серии Я. В отличие от серии Н, «Я-шки» имели обычную паровую машину вместо «компаунда», что было вызвано необходимостью частых остановок.
Параллельно с разработкой локомотивов типа 1-3-0, разрабатывались и паровозы с колёсной формулой 2-3-0 («Десятиколёсник»). В итоге на российские железные дороги вышли паровозы серии А и серии Ж. Серия А, как и серия Н, оборудовалась паровой машиной типа «компаунд», хотя по тяговой мощности несколько уступала серии Н. Тем не менее, с 1890 по 1909 год было построено более 500 паровозов серии Я, а усовершенствование этой серии привело к появлению серии Г, более мощной и скоростной при той же осевой формуле. Что же до серии Ж, то она, хотя и была достаточно удачной, ограничилась 210 экземплярами. В опытном порядке некоторые из них (всего 24 штуки) были переделаны в паровозы серии З, на которые впервые на локомотивах российских железных дорог был установлен пароперегреватель, что позволило ощутимо повысить КПД локомотива. Как развитие серий Ж и З, на Коломенском машиностроительном заводе под общим руководством К. Н. Сушкина был разработан мощный пассажирский паровоз серии К. От прочих локомотивов, функционировавших тогда на железных дорогах России, он отличался высоким подъёмом котла над рельсами, а также наличием пароперегревателя на всех машинах серии. Серия К зарекомендовала себя прекрасно, а Коломенский завод продолжал совершенствование её конструкции. Однако на этом этапе тактика постепенного совершенствования конструкции исчерпала себя. Инженеры столкнулись с препятствием, труднопреодолимым методом модернизации имеющихся конструкций — качеством топлива.
В середине первого десятилетия XX века в связи с подорожанием нефти ряд дорог был вынужден перевести большую часть пассажирских паровозов с нефтяного на угольное, а то и дровяное отопление. В XIX веке большинство российских паровозов эксплуатировалось главным образом на высококалорийном угле, значительную долю которого приходилось импортировать из Европы, в частности — из Великобритании, откуда поставлялся уголь сортов «Ньюкасл» и «Кардифф». К началу XX века цена такого угля уже зашкаливала за разумные пределы. Большинство же российских месторождений давали в основном низкокачественный уголь. Вместе с тем, пассажирские паровозы, имевшиеся на тот момент в распоряжении железных дорог Российской империи, имели весьма небольшие площади колосниковых решёток топки — порядка 2,2—2,8 м². Этого вполне хватало для прекрасной работы на высококалорийном угле, однако при переходе на низкокалорийное топливо эффективность паровозов резко падала — недостаточная паропроизводительность котлов становилась серьёзным препятствием для повышения скорости поездов. Выходом из ситуации стал бы паровоз с мощной топкой и большой площадью колосниковой решётки, однако в рамках имевшихся конструкций её радикальное увеличение не представлялось возможным. По ширине топка ограничивалась расстоянием между листами рамы экипажной части — около 1,3 метра, а по длине — расстоянием, на которое кочегар мог лопатой забросить уголь в топку, то есть примерно 2 метрами. Тем временем, после окончания Русско-японской войны Министерство путей сообщения в целях улучшения качества пассажирских перевозок взяло курс на увеличение скорости и веса составов. Паровозы серии Н даже после модернизации особого выигрыша в скорости не давали. Ряд инженеров, однако, придерживался мнения, что усиление уже имевшихся паровозов способно принести свои плоды — в частности, сторонником дальнейшей модернизации серии Н был её «отец» Н. Л. Щукин. Брянский машиностроительный завод занялся модернизацией серий Г, что привело к появлению паровозов серии Б, а конструкторская группа К. Н. Сушкина на Коломенском машиностроительном заводе модернизировала свой паровоз серии К, получив в итоге серию Ку.

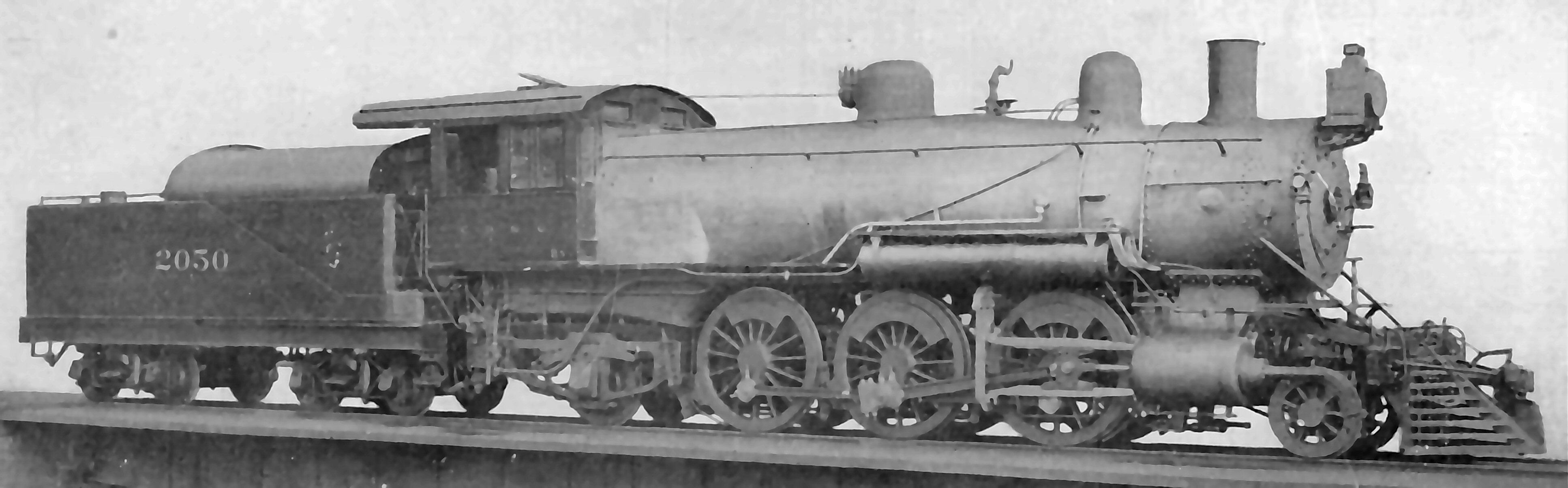
Локомотив типа 1-3-1 («Прери») производства завода «Болдуин», США

Многие инженеры смотрели на эту задачу по-другому. Решение накопившихся проблем виделось только в создании принципиально нового локомотива, который таким образом не наследовал бы недостатков прототипов. Такого мнения придерживались, в частности, специалисты нижегородского Сормовского завода во главе с его директором С. И. Михиным. К тому же, в 1908 году Николаевская железная дорога окончательно разочаровалась в паровозах серии Н, причём даже в её модернизированных вариантах. Закупленные в экспериментальном порядке - у других дорог паровозы серий У и К, также не удовлетворили запросам дороги. По расчётам инженеров, для достижения желаемой эффективности локомотива требовалась колосниковая решётка площадью порядка 4 м², однако впихнуть такую топку в имеющиеся модели паровозов типа 1-3-0 или 2-3-0 было просто нереально — куда там, если тот же паровоз серии Н мог похвастаться решёткой площадью лишь 2,6 м². Необходимость постройки принципиально нового паровоза стала явной. Учитывая всё сказанное выше, МПС в лице председателя Комиссии подвижного состава и тяги Н. Л. Щукина предложило конструкторам подумать над представлявшимся наиболее перспективным типом 1-3-1. Данный тип был известен с 1900 года как американский тип паровоза. Собственно, его англоязычное наименование — «Прери», происходило англ. Prairie, то есть «прерия», преобладающего типа ландшафта на Пенсильванской железной дороге, где эти локомотивы получили наибольшее распространение. В первом десятилетии XX века этот тип пассажирского паровоза был весьма популярен в Европе, особенно в Италии, Австрии, Сербии и Турции, однако вскоре был потеснён типом 2-3-1 («Пасифик»). Применению этого типа в России помешала излишняя длина этих паровозов, из-за чего они не умещались бы на существовавших поворотных кругах (диаметром 22 метра и меньше).

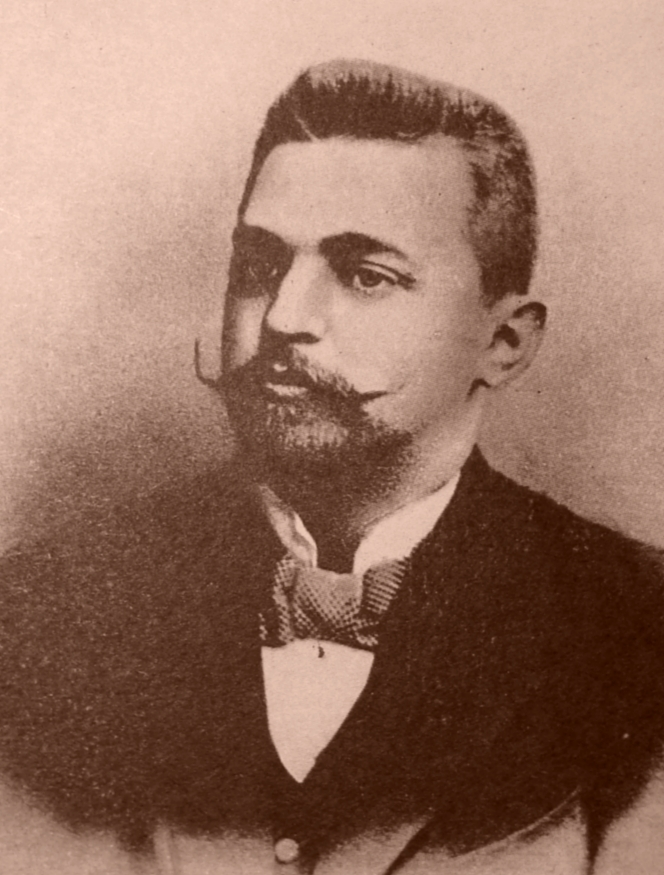
Б. С. Малаховский. Фотография 1900 года.

В итоге, в 1909 году Управление казённых железных дорог выдало Сормовскому заводу заказ на проектирование нового паровоза типа 1-3-1. В начале 1910 года директор завода поставил заводскому паровозотехническому бюро под руководством инженера Б. С. Малаховского задачу разработки проекта пассажирского паровоза типа 1-3-1 со следующими основными характеристиками:

1. Скорость 100 вёрст в час; 
2. Котёл с большой поверхностью нагрева; 
3. Площадь колосниковой решётки должна значительно превосходить существующие в других паровозах в расчёте на тощие угли; 
4. Нагрузка на ось до 16 т.; 
5. Пар перегретый; 
6. Машина двухцилиндровая простого действия (не «Компаунд»).
Нужно сказать, что до этого Сормовский завод ни разу не разрабатывал собственные проекты паровозов — при постройке локомотивов копировались чужие схемы и образцы. Однако инженеры с энтузиазмом засели за чертёжные столы. Помимо Б. С. Малаховского, в проектировании нового паровоза также активно участвовали инженеры В. Г. Соколов и Н. М. Ноткин. Последний создал собственный тип пароперегревателя, который и предполагалось применить на новом паровозе. Ранее эти пароперегреватели уже эксплуатировались в опытном порядке на трёх пассажирских паровозах серии Н и трёх товарных паровозах серии О (тип 0-4-0) на 1-м участке тяги Николаевской железной дороги (депо Петербург-Московский), и показали в целом хорошие результаты. Что касается пресловутой колосниковой решётки, то благодаря выносу топки над рамой её площадь смогли довести до внушительных 3,85 м², а испаряющую поверхность нагрева котла — до 202,5 м². Вскоре Комиссия подвижного состава и тяги получила эскизные проекты новой машины. Один из них был утверждён — Комиссия санкционировала разработку рабочих чертежей и постройку опытной серии из пяти паровозов со следующими характеристиками:

Масса паровоза в рабочем состоянии — 74,5 т;
Сцепная масса — 46,5 т;
Диаметр движущих колес — 1830 мм;
Машина двухцилиндровая простого действия, диаметр цилиндра — 550 мм, ход поршня — 700 мм;
Испаряющая поверхность нагрева котла — 204,9 м² (170 дымогарных труб диаметром 46/51 мм);
Поверхность пароперегревателя — 46,0 м² (24 жаровые трубы диаметром 119/127 мм с элементами из труб диаметром 27/34 мм);
Площадь колосниковой решетки — 3,8 м²;
Давление пара — 13 кгс/см²;
Максимальная скорость — 110 км/ч.
Несколько иные данные приводит в своей книге «Локомотивы отечественных железных дорог 1845—1955» В. А. Раков. В соответствии с ними, ещё в 1908 году Сормовский завод сам обратился в Министерство путей сообщения с предложением о проектировании нового паровоза, предназначенного для работы на низкосортных углях, которое было принято и завод получил соответствующий заказ. В мае 1909 года Комиссия подвижного состава и тяги получила от Сормовчан для ознакомления эскизные проекты паровозов типа 1-3-1, сопровождаемые их проектными характеристиками. Собственно, принципиальных проектов было два: первый имел простую двухцилиндровую машину и расчётное давление пара 13 кгс/см², второй — двухцилиндровую машину системы «Компаунд» и расчётное давление 14 кгс/см². Кроме того, оба варианта были выполнены с диаметром ведущих колёс 1700 и 1900 мм. Месяц с лишним прошёл в консультациях и совещаниях, после чего 30 июня 1909 года Комиссия одобрила предложение С. И. Михина построить опытную партию из 5 паровозов с характеристиками, перечисленными выше.
Однако, как бы то ни было, к концу 1910 года пять новеньких паровозов типа 1-3-1 вышли из ворот Сормовского завода. Новый локомотив получил наименование «Паровоз типа 1-3-1 „Прери“ Сормовского завода» (Наименование «Паровоз серии С» машина получит лишь в 1912 году).
12 марта 1911 года комиссия подвижного состава и тяги технического совета МПС во главе с Н. Л. Щукиным совершила пробную поездку по скоростному участку Николаевской железной дороги от Санкт-Петербурга до Бологого. Паровоз С.801 с составом из девяти вагонов общей массой 345 тонн преодолел данный участок за 4 часа 15 минут, разгоняясь на горизонтальных участках до 94 вёрст в час (около 100 км/ч) и до 103 вёрст в час на уклонах. На Веребьинском подъёме паровоз продемонстрировал весьма достойную скорость в 66 вёрст в час. При движении с составом массой 510 тонн (14 вагонов) паровоз демонстрировал спокойный и плавный ход. В итоге, учитывая выполнение всех требований, комиссия, заседавшая в салон-вагоне этого же опытного состава, официально приняла паровоз к эксплуатации, а также, по предложению Щукина, объявила благодарность Малаховскому, Михину и Соколову за создание нового локомотива. Пять опытных паровозов поступили на Северо-Западную железную дорогу, а Сормовский завод приступил к массовому производству локомотивов.

## Конструкция паровоза

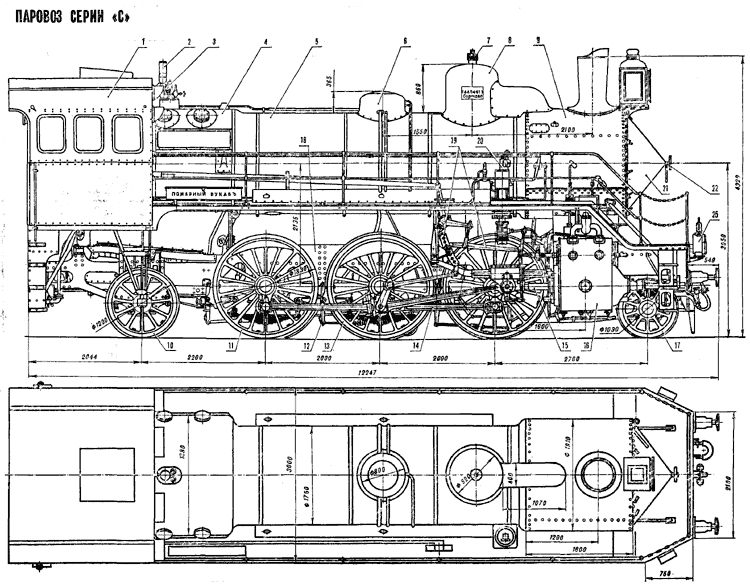
Проекции паровоза серии С (вид сбоку и сверху).

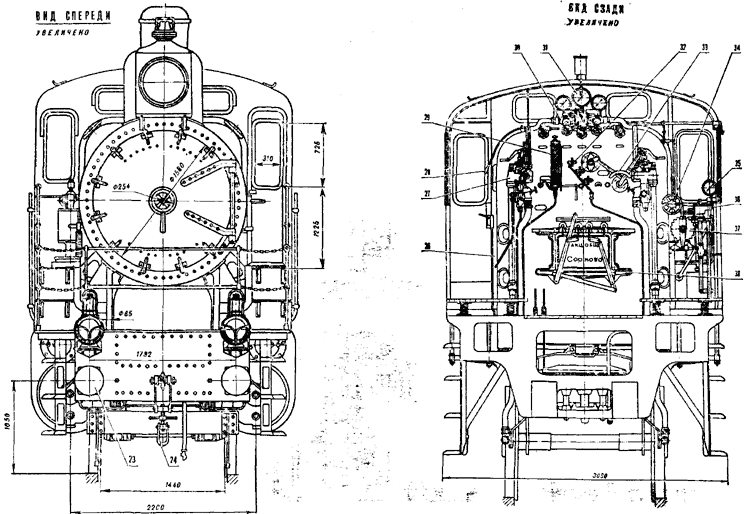
Проекции паровоза серии С (вид спереди и сзади)

### Котёл
Топка — системы Бельпера, с плоским потолком. Лобовой лист топки имеет наклон, благодаря чему экономится пространство будки паровоза. Ширина топки — 1810 мм. Площадь колосниковой решетки — 3,8 м² (наибольшая на тот момент среди русских паровозов), что позволяло использовать в качестве топлива среднесортный и низкосортный уголь. Дверцы топки — раздвижные (впервые на русских паровозах).
Цилиндрическая часть котла составлена из трёх барабанов длиной около 1700 мм каждый и диаметром 1600 мм (два крайних) и 1564 мм (центральный). Толщина стенок — около 16 мм. В переднем торце цилиндрическая часть котла смыкается с дымовой коробкой длиной 1800 мм и диаметром 1910 мм. Из-за существенной разницы в диаметре (310 мм) дымовая коробка заметно выступает над цилиндрической частью, даже несмотря на то, что последняя имеет слой изоляции и внешнюю обшивку. У паровоза Су дымовая коробка заметно длиннее, однако её диаметр практически совпадает с диаметром цилиндрической части.
Общая длина котла (с топкой) — 9680 мм. Котёл имеет 170 дымогарных труб диаметром 46/51 мм и 24 жаровые трубы диаметром 125/138 мм. Общая поверхность нагрева котла — 207,2 м², из них поверхность нагрева топки — 15,4 м², дымогарных труб — 140,3 м², жаровых труб — 51,5 м².
В жаровые трубы входят элементы пароперегревателя, связанные посредством соединительных трубок с камерой перегревателя, или коллектором. Конструкция коллектора у паровозов серии С инженерами-железнодорожниками признавалась одной из лучших. Отмечалось, в частности, что камера перегревателя обеспечивает хорошую изоляцию перегретого пара от насыщенного, и в целом весьма надёжна. Что же касается самого пароперегревателя, то первоначально на паровоз устанавливался пароперегреватель системы инженера Сормовского завода Ноткина, причём пароперегреватели на первых пяти паровозах серии несколько отличались от последующих. Однако, конструкция пароперегревателя Ноткина вызывала нарекания, и от них вскоре отказались. Первое время на ново-выпускаемые паровозы С ставили пароперегреватели Неймайера, Чусова и Куликовского, а в 1913 году была наконец найдена оптимальная модель — двухоборотный пароперегреватель конструкции Шмидта - с уравновешенными автоматическими дверцами кожуха. Все последующие паровозы, оснащались именно такими пароперегревателями. Поверхность нагрева пароперегревателя стала — 51,5 м².
Общая поверхность нагрева паровоза серии С составляет таким образом 258,7 м². Объём парового пространства — 40 м³, зеркало испарения — 11,6 м². Давление котла по манометру — 13 кгс/см².
Регулятор — клапанный, типа Цара
Внешней отличительной особенностью паровоза серии С является фронтонный лист конической формы, для уменьшения лобового сопротивления от набегающего воздушного потока. Коническая фронтонная дверка дымовой коробки котла обладала высокой жёсткостью, тем не менее, с середины 1930-х гг., в ходе очередных капитальных ремонтов, на большинстве паровозов серии С производилась замена конической фронтонной дверки на плоский фронтонный лист с малой дверкой (типа ИС).
Для уменьшения теплопотерь котёл и топка паровоза защищены слоем изоляции и стальной обшивкой толщиной 1,5 мм.
Максимальная мощность локомотива составляла 1200 л. с., максимальная сила тяги — 9,1 т. Конструктивная скорость — 115 км/ч.

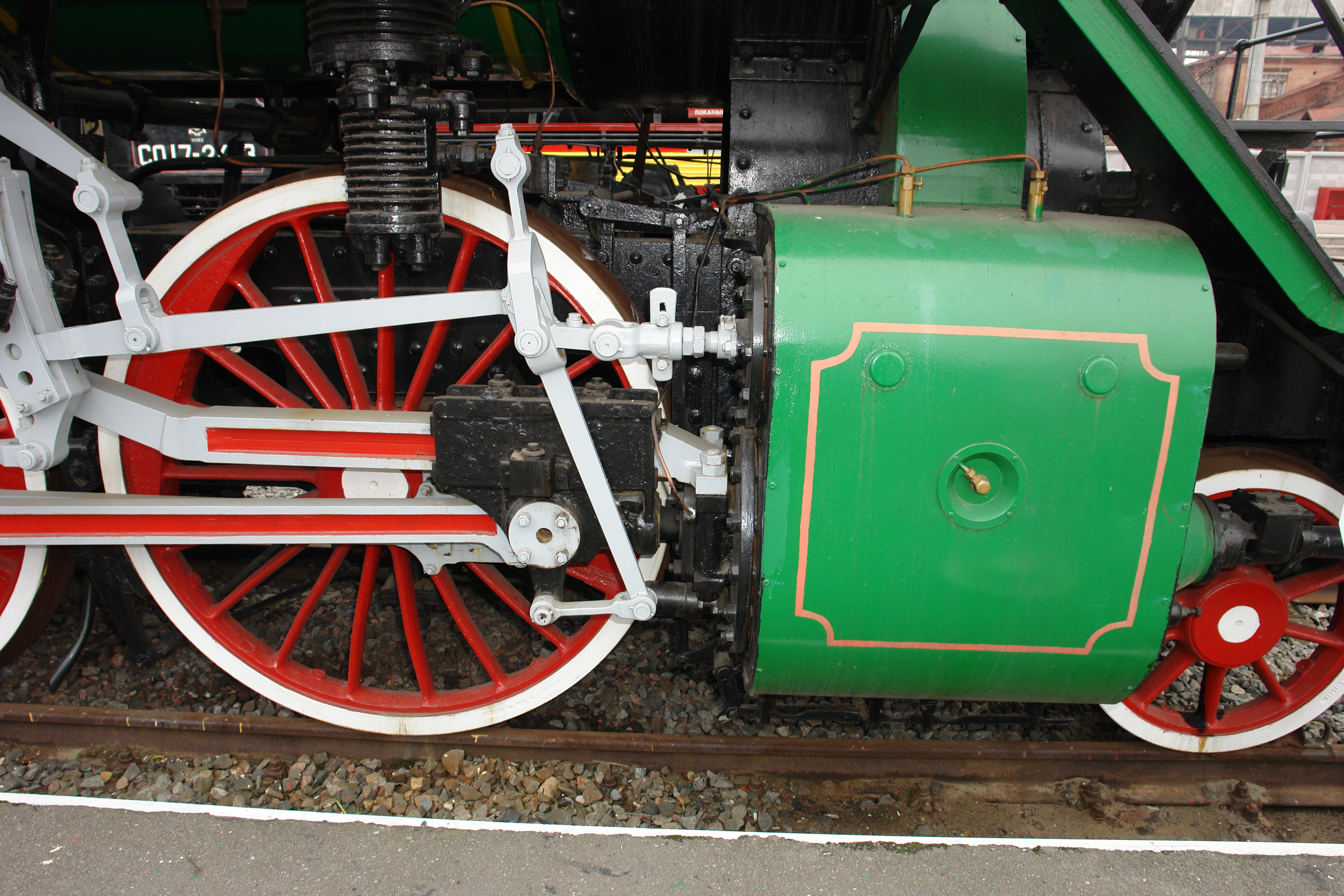
Правый блок цилиндров, первая ведущая ось и элементы экипажа. Паровоз С.68.

### Машина
Паровая машина паровоза серии С — двухцилиндровая простого действия, с наружным парораспределением. Цилиндры — привалочного типа, диаметром 550 мм (ход поршня — 700 мм), снабжены раздвижными золотниками Трофимова диаметром — 250 мм и байпасами системы Зяблова. Относительное вредное пространство цилиндров — 9,92 %. Ширина паровпускных окон — 52 мм. Парораспределительный механизм — системы Вальсхарта-Гейнзингера, с кулисой закрытого типа. Линейное предварение впуска — 4 мм. Наружная перекрыша — 33 мм. Внутренняя перекрыша — 0 мм. Относительно малая длина ведущего дышла (2240 мм) является недостатком движущего механизма. Дышловые подшипники системы Хаганса (в некоторых советских источниках - Гаганса). Движущие колёсные пары при большом диаметре очень легки, придают всему паровозу очень лёгкий и изящный вид, но спицевые колёсные центры недостаточно прочны, спицы часто изгибались и в них образовывались трещины.

### Экипажная часть
Главная рама паровоза — листовая клёпаная, толщина боковых полотнищ — 30 мм. Конструкция главной рамы несколько слаба, и при эксплуатации в ней возникали трещины. Высота буферного бруса 800 мм. Осевая формула паровоза — 1-3-1 («Прери»). Диаметр ведущих колёс по кругу катания — 1830 мм, диаметр колёсных центров — 1700 мм, диаметр колёс передней тележки системы Цара-Краусс — 1030 мм, поддерживающих колёс — 1200 мм. Все колёсные центры — спицевые. Наличие задней поддерживающей оси делало паровозы серии С более приспособленными к движению задним ходом, нежели более ранние паровозы с осевыми формулами 2-3-0 и 1-3-0. Подвешивание — рессорное.
Длина паровоза и тендера по буферам — 21 266 мм, общая колёсная база паровоза и тендера — 18 488 мм. Общий вес паровоза в рабочем состоянии составлял от 75 до 85 тонн. Сцепной вес паровоза — 47,53 т.

### Будка и площадки
Будка машиниста просторная, цельнометаллическая, частично обшивалась деревом. Крыша будки покатая, имеет свес над тендером для защиты от осадков. Будка имеет два передних окна и по три боковых окна с каждой стороны будки. Остекление передних окон — глухое. Остекление двух передних боковых окон — глухое, остекление третьего — с одной открывающейся створкой. Кроме того, для улучшения освещённости имеются два прямоугольных окна над топкой. Боковые входы в будку — открытые, с вертикальными лесенками. В холодное время года входы силами паровозных бригад закрывались брезентом. Площадки вокруг котла традиционно для русских паровозов обнесены заграждением. Передняя площадка трапециевидной в плане формы, с ограждением спереди и двумя лесенками по бокам (входы закрываются цепями).

### Тендер

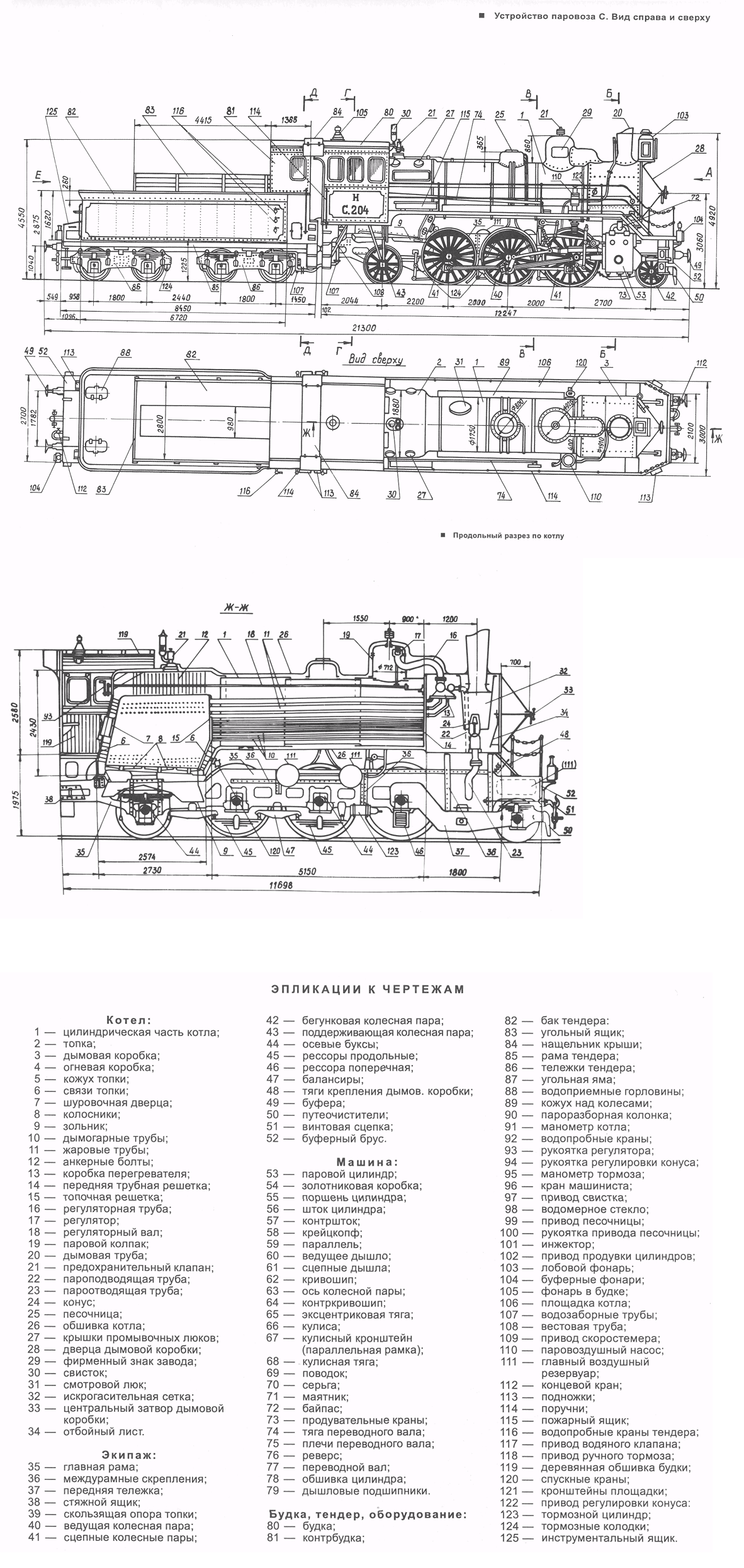
Проекции и разрез паровоза серии С (с эпликацией)

С паровозом использовался четырёхосный нормальный тендер образца 1908 года. Тендер был разработан на Путиловском заводе (Санкт-Петербург) в качестве типового для нескольких серий отечественных паровозов (Б, К, О, С, Щ и Э). Тендер четырёхосный, двухтележечный, с диаметром колёс 1010 мм; тележки клёпаные, одинарного подвешивания. Бак тендера длиной 6720 мм склёпан из листовой стали толщиной в разных элементах от 4 до 6 мм и в верхней части имеет наклонное ограждение (т.н. обнос). Запас воды — 23 м³, запас топлива (уголь) — 5 т. Для обеспечения возможности питания паровоза дровами высота бортов наращивалась путём установки на баке деревянного ящика. При отоплении паровоза жидким топливом на тендер устанавливался бак для топочного мазута, обычно — прямоугольной, реже — цилиндрической формы. В задней части тендера снаружи размещался инструментальный ящик.
В процессе эксплуатации на тендеры устанавливались колёсные пары с диаметром колёс 1030 мм, а объём помещения для угля увеличивался за счёт установки деревянных бортов (запас угля возрастал до 17 т).
Начиная с 1912 года тендеры выпускались с контрбудками конструкции завода Гартмана (изначально контрбудок на тендерах этого типа не было). При этом отличительной особенностью тендеров паровозов серии С стало наличие у контрбудки боковых окон.

## Изменения конструкции и модернизации
Какие бы то ни было изменения конструкции в процессе производства или модернизация построенных локомотивов практически не проводились. В 1934 году один из паровозов серии С был в опытном порядке оснащён более мощным пароперегревателем. Предполагалось переделать аналогичным образом и другие паровозы С, но работы были признаны нерентабельными и произведены не были.

## Стандартная окраска и маркировка
Стандартная окраска паровозов серии С соответствует стандартной окраске пассажирских паровозов Российской империи (а позднее — и СССР).
Основные детали паровоза — котёл (кроме дымовой коробки), цилиндры, будка — окрашивались в зелёный или, значительно реже, синий цвет. Рама паровоза, тележки, колёсные центры, буферный брус и дышловый механизм окрашивались в красный (киноварь), бандажи колёс и торцы осей — в белый. Дымовая коробка, труба, поручни, фонари и прочие детали — чёрные. На обшивке цилиндрической части котла были установлены латунные пояса. Стенки будки и поверхности цилиндров окантовывались тонкими рамками. Окраска тендера выполнялась по той же схеме: контрбудка и водяной бак тендера — зелёные или синие с окантовкой; задняя стенка контрбудки, обращённая к угольному ящику, угольный ящик и верхний настил водяного бака — чёрные; рама, тележки, буферный брус — красные.
Обозначение дороги и номерной знак наносились белой краской и могли иметь окантовку. На нижней части боковых стенок будки размещались обозначение дороги, серия и номер паровоза, на буферном брусе и задней стенке тендера — только серия и номер. Серия и номер записывались либо через точку, в формате «С.***», либо без точки, в формате «С ***». Государственный герб изображался только на будке машиниста над номерным знаком.
В ходе эксплуатации паровозов С на железных дорогах Российской империи и СССР, первоначальные номера, присвоенные паровозам ещё при изготовлении, как правило, не менялись. Это упрощало документальное сопровождение локомотива, однако создавало и специфическую сложность — на одной и той же дороге (а то и в одном и том же депо) могло оказаться два-три паровоза с одинаковыми номерами. Из ситуации выходили, проставляя после номера паровоза косую черту и дополнительную цифру (1, 2, 3 или 4). Некоторые дороги действовали иначе — к примеру, Московско-Курская железная дорога в конце 1920-х годов ставила в конце номера буквенный верхний индекс, обозначавший дорогу, на которой паровоз работал ранее (о — Октябрьская, ю — Южная, п — Пермская и так далее), в результате чего появлялись паровозы с номерами С.6ю, С.6п, С.325о и тому подобными.

## Серийное производство
После получения первых положительных результатов эксплуатации свежевыпущеных паровозов типа 1-3-1, Сормовский завод приступил к постройке ещё нескольких машин пробной партии, не дожидаясь официальной приёмки локомотива комиссией подвижного состава и тяги технического совета МПС. После того, как в марте 1911 года комиссия Н. Л. Щукина официально приняла паровоз к эксплуатации, было принято решение о разворачивании массового производства локомотивов типа 1-3-1. Во второй половине 1911 года Совет представителей паровозостроительных заводов распределил заказы на изготовление новых локомотивов на ближайшие два года. В соответствии с решением Совета, к производству паровозов типа 1-3-1 приступали сразу четыре завода:
- «Родной» для серии С Сормовский завод (Нижний Новгород);
- Невский судостроительный и механический завод (Санкт-Петербург);
- Завод русского паровозостроительного и механического общества (Харьков);
- Завод русского общества машиностроительных заводов Гартмана (Луганск).

Между тем, за 1911 год Сормовский завод было построил ещё 13 паровозов, поступивших на Северо-Западные, Южные и Юго-Западные железные дороги. Причём завод очень оперативно отреагировал на выводы и рекомендации комиссии Н.Л. Щукина, ознакомившейся с данными об эксплуатации первых пяти паровозов серии. Свои предложения касательно внесения изменений в проект «Щукинцы» внесли 22 апреля 1911 года (доклад в комиссии делал лично С.И. Михин), то есть спустя лишь месяц с лишним после пробной поездки на паровозе типа 1-3-1, и многие из этих предложений были приняты заводом к исполнению уже 13 мая.
1. Усилить поперечное крепление рам у зольника;
2. Рукоятку регулятора опустить пониже, сделать фиксирующую гребёнку;
3. Защитить парорабочие трубы в дымовой камере чугунным кожухом;
4. Укоротить крышу будки на 350 мм и укрепить уголком;
5. Снабдить тендер контрбудкой;
6. Промывочные люки сделать закладными, а не на резьбе;
7. Поскольку увеличение диаметра цилиндров с 550 до 575 мм себя не оправдало, следует вернуться к 550 мм;
8. Закрыть пространство между котлом и площадкой кожухами, чтобы защитить котёл и окна будки от разбрызгивания масла механизмом движения и колёса — от воды;
9. Увеличить размеры дышловых маслёнок;
10. Изменить конфигурацию окон будки;
11. Привод конуса перенести от помощника к машинисту;
12. Улучшить конструкцию раздвижной дверцы шуровочного отверстия;
13. Улучшить освещённость будки изменением формы окон в торцевой стенке;
14. Переместить водопробные краники на лобовом листе топки;
15. Уменьшить расстояние между поручнями паровоза и тендера;
16. Для предотвращения частых разрывов смазочных трубок увеличить их толщину;
17. Клапан тормозного цилиндра тендера поставить перед инструментальным ящиком для предотвращения заваливания его дровами;
18. Увеличить количество завёртышей дверцы дымовой камеры;
19. Усилить подвески поперечной рессоры.

Из 19 предложений комиссии 15 были реализованы Сормовским заводом до конца 1911 года, однако за это время успели вскрыться ещё кое-какие недостатки. К примеру, у паровозов ломались сцепные дышла, поперечные балансиры и спицы колёс давали трещины, наблюдались повреждения золотниковых колец и подрезание гребней колёс на кривых малого радиуса. Для исследования повреждений и выработки мер борьбы с ними была создана специальная подкомиссия под председательством А. А. Зяблова, которая на своём заседании 28 января 1912 года отметила, что «Последнее время на Северо-Западных дорогах наблюдаются частые опоздания пассажирских поездов из-за порчи паровозов. <…> Иногда из десяти паровозов С девять находились в ремонте». Поскольку в 1912 году предполагалось разворачивание массового производства паровозов С, подкомиссия настоятельно рекомендовала техническому отделу МПС учесть её выводы. Последние были окончательно сформулированы на заседании подкомиссии 14 февраля 1912 года.
1. Привод конуса вместо рычажного сделать винтовым;
2. Поломки в смазочном приборе Фридмана объясняются особенностями его конструкции;
3. Потолочный фонарь лучше принять типа завода Гартмана;
4. Причина подрезания гребней колёс не ясна, требуются дополнительные исследования;
5. Для устранения загорания искрогасительных сеток рекомендуется устанавливать их на пружинах;
6. Ввиду появления трещин в спицах движущих колес следует принять предложение Невского завода — увеличить их количество с 18 до 19 и устроить усиливающие перепонки;
7. По предложению завода Гартмана отказаться от прибора «Трэкшен инкризер» (увеличитель сцепного веса), считая достаточным для трогания песочниц.

Для установления причины подрезания гребней колёс при прохождении кривых малого радиуса были проведены отдельные исследования и испытания. Довольно быстро удалось установить, что всему виной были слишком сильные пружины возвращающего устройства. Было решено заменить их, на более мягкие в 6 раз. В результате чего - в дальнейшем бегунковая тележка работала почти безукоризненно.
В 1912 году началось по-настоящему массовое производство паровозов серии С. За этот год объединёнными усилиями четырёх заводов было выпущено 67 паровозов типа 1-3-1, из них Сормовский завод выпустил 31 локомотив, Невский завод — 15, Харьковский — 5 и Луганский — 16. Правда, на этом участие Луганского завода в производстве паровозов серии С закончилось — весь оставшийся период производства до 1919 года паровозы С строились на оставшихся трёх заводах.
В конце 1912 года обнаружилось, что Невский завод выпускает паровозы с перегрузкой максимального давления на ведущую ось — 16,1 т вместо проектного значения в 15,8 т. По этому поводу в Совете представителей паровозостроительных заводов было проведено специальное разбирательство, установившее небольшое несоблюдение технологии производства. В начале 1913 года Невский завод устранил данный недостаток.
Касаемо объёмов и динамики производства паровозов серии С в 1912—1919 годах у исследователей присутствуют некоторые сомнения. Связано это главным образом с тем, что имеющиеся документальные данные по всей видимости не полны и содержат ощутимые пробелы. По этой причине установление точного количества выпущенных паровозов данного типа и прослеживание их эксплуатационной судьбы представляется проблематичным. Собственно, единственным достоверным источником информации о динамике производства являются акты заводской приёмки локомотивов. В актах фиксировался номер паровоза как изделия завода и инвентарный номер, присваиваемый дорогой, для которой паровоз строился. Обобщённые данные по всем 265 обнаруженным актам приёмки представлены в таблице ниже. При этом необходимо учитывать, что данные по 1916—1918 годам требуют уточнения.
| Постройка паровозов серии С различными заводами в период с 1910 по 1919 год                        |                    |                      |                                                             |                                   |
| Год выпуска                                                                                        | Завод-изготовитель | Количество паровозов | Обозначение при выпуске с завода                            | Дорога первоначальной приписки    |
| 1910                                                                                               | Сормовский         | 5                    | С.1 — С.5                                                   | Северо-Западные                   |
| 1911                                                                                               | Сормовский         | 5                    | С.6 — С.10                                                  | Северо-Западные                   |
| 1911                                                                                               | Сормовский         | 5                    | Ос135, Ос146, … (с 1912 года получили номера С.221 — С.225) | Южные                             |
| 1911                                                                                               | Сормовский         | 3                    | Пс801 — Пс803                                               | Юго-Западные                      |
| 1912                                                                                               | Сормовский         | 4                    | Пс804 — Пс807                                               | Юго-Западные                      |
| 1912                                                                                               | Сормовский         | 10                   | Ас101 — Ас110                                               | Северо-Донецкая                   |
| 1912                                                                                               | Сормовский         | 17                   | С.27 — С.36, С.72 — С.78                                    | Северо-Западные                   |
| 1912                                                                                               | Невский            | 15                   | С.37 — С.51                                                 | Северо-Западные                   |
| 1912                                                                                               | Луганский          | 16                   | С.11 — С.26                                                 | Северо-Западные                   |
| 1912                                                                                               | Харьковский        | 5                    | С.851 — С.855                                               | Юго-Западные                      |
| 1913                                                                                               | Сормовский         | 41                   | C.808 — С.848                                               | Юго-Западные                      |
| 1913                                                                                               | Сормовский         | 7                    | Сс111 — Сс117                                               | Северо-Донецкая                   |
| 1913                                                                                               | Сормовский         | 16                   | С.226 — С.241                                               | Южные                             |
| 1913                                                                                               | Невский            | 9                    | С.251 — С.259                                               | Южные                             |
| 1913                                                                                               | Невский            | 22                   | С.52 — С.71, С.79, С.80                                     | Северо-Западные                   |
| 1913                                                                                               | Харьковский        | 5                    | С.856 — С.860                                               | Юго-Западные                      |
| 1913                                                                                               | Харьковский        | 5                    | С.268 — С.272                                               | Южные                             |
| 1914                                                                                               | Сормовский         | 36                   | С.179 — С.205, С.242 — С.250                                | Южные                             |
| 1914                                                                                               | Сормовский         | 36                   | С.251 — С.279, С.288 — С.293                                | Николаевская                      |
| 1914                                                                                               | Сормовский         | 12                   | С.1 — С.12                                                  | Полесские                         |
| 1914                                                                                               | Сормовский         | 5                    | Сс118 — Сс122                                               | Северо-Донецкая                   |
| 1914                                                                                               | Невский            | 3                    | С.81 — С.83                                                 | Северо-Западные                   |
| 1914                                                                                               | Невский            | 20                   | С.225 — С.244                                               | Николаевская                      |
| 1914                                                                                               | Невский            | 27                   | С.301 — С.327                                               | Юго-Западные                      |
| 1914                                                                                               | Невский            | 8                    | С.260 — С.267                                               | Южные                             |
| 1914                                                                                               | Харьковский        | 9                    | С.273 — С.281                                               | Южные                             |
| 1915                                                                                               | Сормовский         | 13                   | С.1 — С.13                                                  | Сибирская (с 1915 года — Томская) |
| 1915                                                                                               | Сормовский         | 16                   | С.101 — С.116                                               | М.К.Н. и М*                       |
| 1915                                                                                               | Сормовский         | 6                    | С.173 — С.178                                               | Южные                             |
| 1915                                                                                               | Сормовский         | 41                   | С.203 — С.224, С.245 — С.249, С.280 — С.287, С.294 — С.299  | Николаевская                      |
| 1915                                                                                               | Сормовский         | 12                   | С.334 — С.345                                               | Юго-западные                      |
| 1915                                                                                               | Невский            | 17                   | С.84 — С.100                                                | Северо-Западные                   |
| 1915                                                                                               | Харьковский        | 14                   | С.282 — С.295                                               | Южные                             |
| 1915                                                                                               | Харьковский        | 6                    | С.328 — С.333                                               | Юго-Западные                      |
| 1916                                                                                               | Сормовский         | 1                    | С.125                                                       | М.К.Н. и М*                       |
| 1916                                                                                               | Сормовский         | 5                    | С.297 — С.301                                               | Южные                             |
| 1916                                                                                               | Сормовский         | 5                    | С.300 — С.304                                               | Николаевская                      |
| 1916                                                                                               | Невский            | 5                    | С.323 — С.326, С.328                                        | Николаевская                      |
| 1916                                                                                               | Невский            | 2                    | С.???, С.???                                                | Северные                          |
| 1916                                                                                               | Харьковский        | 9                    | С.23 — С.31                                                 | Северные                          |
| 1916                                                                                               | Харьковский        | 49                   | С.151 — С.175, С.185 — С.208                                | М.К.Н. и М*                       |
| 1916                                                                                               | Харьковский        | 1                    | С.296                                                       | Южные                             |
| 1916                                                                                               | Харьковский        | 12                   | С.311 — С.322                                               | Николаевская                      |
| 1917                                                                                               | Сормовский         | 22                   | С.1 — С.22                                                  | Пермская                          |
| 1917                                                                                               | Сормовский         | 10                   | С.52 — С.61                                                 | Северные                          |
| 1917                                                                                               | Сормовский         | 25                   | С.302 — С.326                                               | Южные                             |
| 1917                                                                                               | Невский            | 15                   | С.327, С.329 — С.342                                        | Николаевская                      |
| 1918                                                                                               | Сормовский         | 3                    | С.23 — С.25                                                 | Пермская                          |
| 1918                                                                                               | Сормовский         | 5                    | С.62 — С.66                                                 | Северные                          |
| 1918                                                                                               | Сормовский         | 3                    | С.159 — С.161                                               | Сызрано-Вяземская                 |
| 1918                                                                                               | Сормовский         | 15                   | С.162 — С.176                                               | Екатерининская                    |
| 1918                                                                                               | Харьковский        | 11                   | С.32 — С.42                                                 | Северные                          |
| 1918                                                                                               | Харьковский        | 7                    | С.176 — С.182                                               | М.К.Н. и М*                       |
| 1919                                                                                               | Харьковский        | 2                    | С.183, С.184                                                | М.К.Н. и М*                       |
| Итого                                                                                              | Итого              | 678                  |                                                             |                                   |
| * — М.К.Н. и М расшифровывается, как Московско-Курская, Нижегородская и Муромская железная дорога. |                    |                      |                                                             |                                   |

По данным, приведённым в книге А. С. Никольского «Паровозы. Серия С», последние два локомотива, С.183 и С.184, были выпущены в 1918 году. Таким образом, в 1919-м паровозы серии С не выпускались. Кроме того, по тем же данным, в ряду паровозов, выпущенных Невским заводом в 1917 году, отсутствовал паровоз С.327, но присутствовал С.328.
Итак, по имеющимся данным, суммарное число построенных паровозов С составило 678 машин, из них Сормовский завод выпустил 384 паровоза (56,6% общего выпуска), Невский — 143 (21,1%), Харьковский — 135 (19,9%) и Луганский — 16 (2,4%). Что касается обозначений и нумерации выпускаемых паровозов, то она являлась в достаточной степени бессистемной. Более того, до 1912 года система обозначения типов паровозов не была систематизирована — зачастую разные дороги обозначали свои локомотивы по-своему, что приводило к определённой путанице. Та же буква С уже использовалась на некоторых дорогах — с 1876 года так обозначались товарные паровозы 0-3-0, выпускавшиеся на Коломенском заводе (название дано по фамилии владельца завода А. Е. Струве). В 1912 году под руководством профессора Ю. В. Ломоносова было введено единое обозначение паровозных серий на всех дорогах Российской империи, и за паровозом типа 1-3-1 Сормовского завода была окончательно закреплена буква С. Правда, до проведения «сквозной» перенумерации паровозов С (как и большинства других серий), образно говоря, «руки так и не дошли», в результате чего у паровозов остались заводские номера. Таким образом, к моменту окончания выпуска паровозов серии С номера с 1 по 13 имели по 4 паровоза; номера 14—21, 173—179, 301—304 и 323—326 имели по 3 паровоза; 22—44, 52—66, 101—116, 220—299, 304—322 и 326—342 — по 2 паровоза. В диапазоне номеров 151—250 могло быть по 2 и по 3 паровоза. Все остальные номера встречались единожды. При этом номера в диапазонах 123—150 и 346—800 в серии С отсутствовали в принципе.

## Операторы
- Российская империя/ СССР — основной оператор;
- Польша — 7 локомотивов[29];
- Латвия — 2 локомотива[29];
- Финляндия — 10 трофейных паровозов (с 1941, в 1945 году возвращены СССР)[30].
- Нацистская Германия — некоторое количество трофейных паровозов (с 1941 по 1945 год)[31].

## Эксплуатация

### Российская империя и СССР

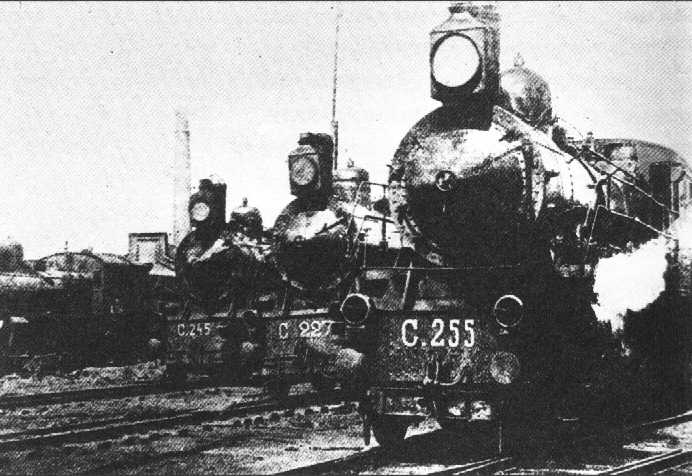
Паровозы С.245, С.227 и С.255 на фотографии Л. Амурского «Чугунная тройка». Конец 1920-х годов.

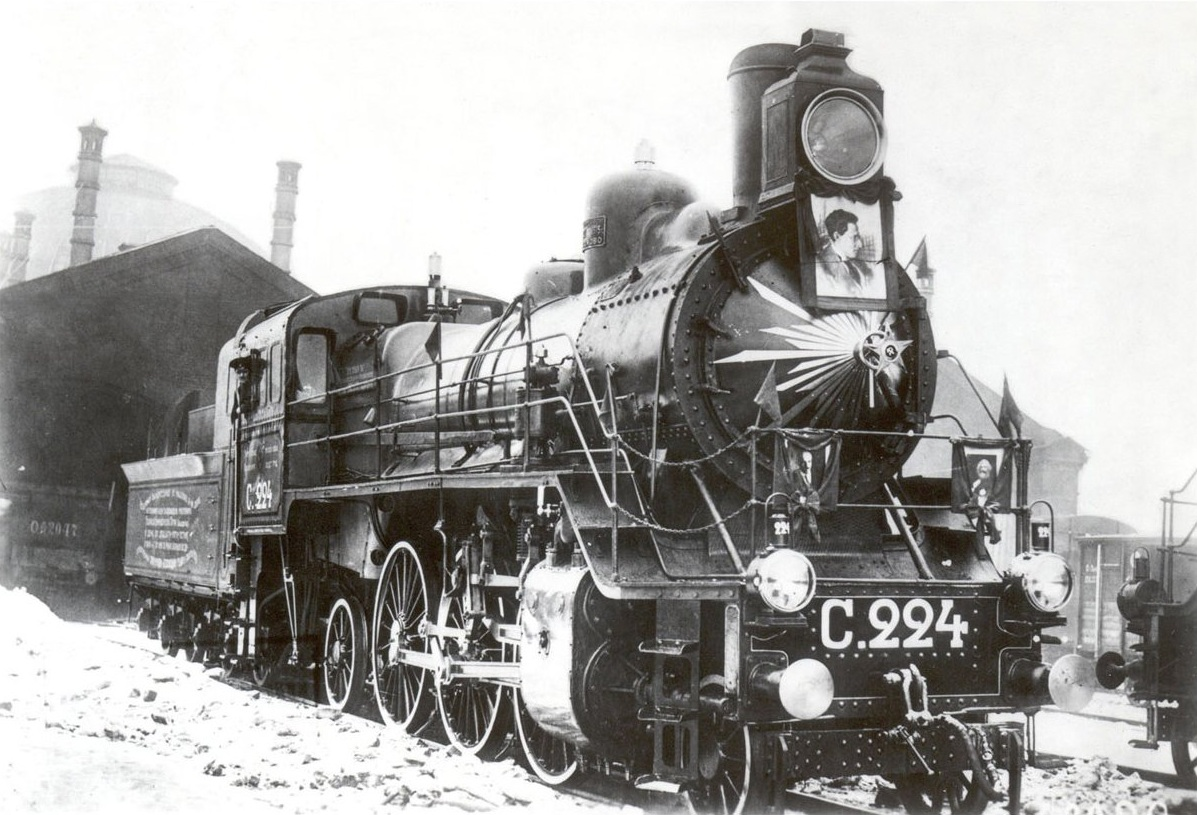
Паровоз С.224, использовавшийся в качестве траурного поезда М. Урицкого, 1918 г.

Первые 10 паровозов серии С (№ 1—10) поступили на Варшавскую железную дорогу, где в 1911—1914 годах было организовано регулярное движение курьерских поездов, водимых паровозами серии С. Эти курьерские поезда стали одними из самых быстрых в Европе — на некоторых участках шли со средней скоростью до 85 км/ч, развивая на отдельных перегонах скорость до 100—110 км/ч. Если до 1910 года поезд Санкт-Петербург-Варшава был в пути 22 часа 35 минут, то в 1911 — только 18 часов 02 минуты. Участок до Пскова поезд, ведомый паровозом серии С, преодолевал за 3 часа 50 минут (для сравнения — самый быстрый по графику поезд 1988 года Ленинград-Черновцы с тепловозом ТЭП60 следовал по этому маршруту 4 часа 18 минут).
6 октября 1913 года паровоз серии С с составом в девять четырёхосных вагонов установил новый рекорд длительности рейса Санкт-Петербург-Москва (651 км), пройдя это расстояние за 7 ч 59 мин. Из них в чистом движении состав находился 7 ч 30 мин, а наибольшая скорость достигала 125 км/ч.
Паровоз носил неофициальное прозвище «русская Прери», поскольку был первым построенным в России локомотивом с осевой формулой 1-3-1.
Всего за период с 1910 по 1919 года построено 678 паровозов серии С, эксплуатировавшихся на железных дорогах Российской империи и СССР вплоть до середины 1960-х годов, когда большинство из них были порезаны в лом или переданы промышленным предприятиям.
Срок службы паровозов серии С на сети железных дорог России и СССР (включая ремонты и нахождение в неэксплуатируемом парке) составил в среднем 45 лет (от 38 до 54), не считая единичных случаев. Это позволяет отнести их к долгожителям среди российских/советских паровозов, что обусловлено главным образом вышеперечисленными достоинствами серии С.

### Другие страны
Локомотивы, волею случая оказавшиеся в других странах, нередко меняли своих владельцев. В этом отношении показательна история паровоза С.41. Построенный на Невском заводе в 1912 году, в январе 1920 года он был захвачен польскими вооружёнными силам в городе Даугавпилс, и вскоре сдан в аренду Латвийским железным дорогам. Двумя годами позже, в 1923-м, паровоз был выкуплен латышами у Польши и принят в местный инвентарный парк паровозов, где получил наименование Cks−150. В 1940-м году, с присоединением Латвии в СССР, паровоз также формально «вернулся на родину» и был зачислен в паровозный парк Наркомата путей сообщения, однако латышское наименование было оставлено. Ещё в 1956 году он, всё ещё под своим латышским обозначением серии Cks, числился в парке ТЧ-Жлобин Белорусской железной дороги. Паровоз оставался в составе парка НКПС до 1959 года, когда был передан в промышленность. Дальнейшие его следы теряются.

## Сохранившиеся экземпляры
По имеющимся на сегодняшний день данным, до наших дней сохранился всего один экземпляр паровоза серии С.
Последний сохранившийся локомотив серии С № 68 был изготовлен весной 1913 года и 23 сентября 1913 года поступил на Северо-Западные железные дороги (позднее —Октябрьская железная дорога). В 1934 году паровоз использовался в депо Ленинград-Варшавский, после 1942 года снова был переведён на Октябрьскую железную дорогу, с 1945 по 1960 приписан к депо Дно. В июне 1960 года его исключили из инвентаря и передали на завод железобетонных изделий в районе Хорошёвского шоссе в Москве, где он использовался в качестве котельной.

В конце 1970-х паровоз, находящийся в крайне плохом состоянии, был обнаружен группой любителей железнодорожной техники. В целях привлечения внимания руководства завода к уникальной машине, инициативная группа, обнаружившая паровоз, решила пойти на хитрость — все номера паровоза были исправлены с С.68 на С.245. Дело в том, что локомотив С.245 вёл литерный поезд № 4001, на котором 10 марта 1918 года из Петрограда в Москву переехало правительство большевиков во главе с В. И. Лениным. Это позволило получить поддержку Московского горкома КПСС и изъять паровоз у завода. Затем паровоз был бережно перевезён по частям в локомотивное депо Ховрино Октябрьской железной дороги, где локомотив был восстановлен до практически рабочего состояния. Сделать локомотив полностью ходовым помешал сильный износ котла, не позволявший развивать давление выше 5 атм.
Изначально планировалось, что восстановленный паровоз, носивший теперь номер С.245, будет установлен в качестве памятника на Ленинградском вокзале г. Москвы в отдельном, построенном специально для паровоза павильоне. Однако по ряду причин дальше проекта дело не пошло.
Сегодня паровоз С.68 (прежний номер возвращён) можно увидеть в Музее железных дорог России, в Санкт-Петербурге.

## Паровоз серии С в массовой культуре

### Изобразительное искусство и фотография
Благодаря своему запоминающемуся внешнему виду — главным образом, из-за специфической формы фронтального листа — паровозы серии С пользовались популярностью у художников и фотографов. В связи с этим сохранилось достаточное количество фотографий и рисунков данных паровозов. К числу наиболее известных фотографий можно отнести фото Л. Амурского «Чугунная тройка», а также фото траурного паровоза М. Урицкого С.224. Несколько работ посвятил паровозам С известный художник-пейзажист и железнодорожник Л. Б. Януш.

### Кинематограф
В отличие от других, более массовых русских и советских паровозов, серия С в кинематографе встречается достаточно редко.
- х/ф «Девушка с характером» (1939 год, режиссёр К. Юдин) — паровоз С, по не вполне понятным причинам носящий наименование Су.70, ведёт поезд Москва-Владивосток.
- х/ф «Максим Перепелица» (1955 год, режиссёр А. Граник) — в конце фильма поезд, на котором Максим приезжает на побывку в родное село, ведёт паровоз С.281.
- д/ф «Живые паровозы» (1990 год, ТПК «Кадр», автор-оператор Л. Рагозин) — паровоз серии С присутствует наравне с другими паровыми локомотивами. В кадрах хроники мелькают паровозы С.81, С.178, С.207 и ряд ненумерованных машин.

### Мультипликация
М/ф "Остров ошибок" (1955 год, режиссеры В. и З. Брумберг) — курьерский поезд следует под локомотивом, при близком рассмотрении (возле платформы в пункте А) отдаленно напоминающим сильно укороченный паровоз серии С (приподнятый над рамой котел, его конусообразная передняя часть, а также дымовая труба с характерным для серии С "вырезом" сзади), при этом его осевая формула здесь - 1-2-0 вместо 1-3-1.

### Железнодорожный и стендовый моделизм
По состоянию на 2012 год в индустрии железнодорожного моделизма паровозы серии С не представлены. Стендовая модель-копия паровоза С.68 в масштабе 1:32 выпускается испанской фирмой OcCre. Модель выполнена из дерева и латуни, а также белого металла.

### Коллекционирование

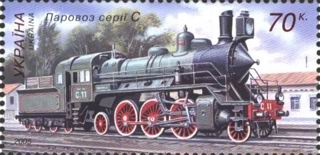
Паровоз серии С на марке Укрпочты, 2005 год.

Выпуск большинства предметов коллекционирования, связанных с паровозами серии С, приходится на конец 1980-х годов и связан главным образом с реставрацией паровоза С.68 (С.245).
- Фалеристика — в 1983—1987 годах на Монетном дворе было выпущено два коллекционных значка. Один из них был посвящён паровозам серии С в целом, другой — реставрации паровоза С.245 как памятника истории[33].
- Филокартия — в конце 1980-х в числе серии открыток с паровозами-памятниками выпущена открытка с паровозом серии С[34].
- Филумения — в конце 1980-х паровоз С.245 изображён на спичечном коробке[34].
- Филотаймия — карманный календарь на 1991 год с паровозом С.245 выпущен издательством «Транспорт» в 1990 году в рамках серии «Паровозы»[35].
- Филателия — в 2005 году выпущена почтовая марка Украины с изображением паровоза серии С достоинством 70 копеек (серия «Локомотивостроение на Украине»)[36]; в 2010 году выпущена почтовая марка Республики Беларусь с паровозом серии С достоинством 1000 белорусских рублей (серия «Паровозы и железнодорожные станции»)[37].